# Factoría de Ficción
Factoría de Ficción és un canal de televisió digital terrestre privat espanyol, d'àmbit nacional, operat per Mediaset España, grup propietat de la companyia italiana MFE - MediaForEurope. Va començar les seves emissions el 18 de febrer del 2008, substituint en la seva freqüència al canal Telecinco Estrellas.
Una de les seves sèries amb més èxit ha estat La que se avecina.
El seu origen és a l'extint canal Factoría de Ficción, canal creat després d'un acord entre Globomedia, Antena 3 i Telecinco. Mesos després de desaparèixer, Telecinco va adquirir el nom del canal i la seva imatge corporativa, per llançar el canal com un substitut de Telecinco Estrellas des del 18 de febrer.
El seu logo va ser substituït en el 2009 en el qual posava "FDF" per una F majuscula verda amb un punt.
El canal ofereix la programació anterior de Telecinco, basada en sèries de producció pròpia, estrangera i cinema.

## Logotips

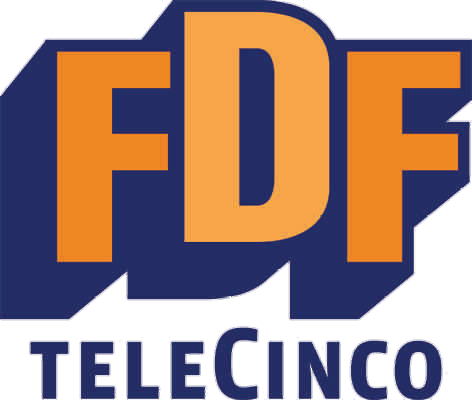
2008-2009
2009-2012
desde 2012

## Freqüències
Emissió TDT:
- Álava: 21

- Albacete: 53

- Alicante: 53

- Almería: 44

- Asturias: 28

- Ávila: 48

- Badajoz: 59

- Baleares: 35

- Barcelona: 34

- Burgos: 31

- Cáceres: 59

- Cádiz: 49

- Cantabria: 39

- Castellón: 35

- Ceuta: 49

- Ciudad Real: 25

- Córdoba: 27

- Cuenca: 53

- La Coruña: 28

- Gerona: 35

- Granada: 56

- Guadalajara: 31

- Guipúzcoa: 41

- Huesca: 48

- Huelva: 31

- León: 31

- Lérida: 35

- Lugo: 58

- Jaén: 49

- Madrid: 49

- Málaga: 49

- Melilla: 45

- Murcia: 44

- Navarra: 21

- Orense: 43

- Palencia: 31
- Las Palmas: 38

- Pontevedra: 43

- La Rioja: 40

- Salamanca: 29

- Segovia: 48

- Sevilla: 38

- Soria: 21

- Tarragona: 35

- Teruel: 30

- Tenerife: 26

- Toledo: 25

- Valencia: 43

- Valladolid: 58

- Vizcaya: 21

- Zamora: 58

- Zaragoza: 30

## Audiències
|      | gener | febrer | març | abril | maig | juny | juliol | agost | setembre | octubre | novembre | desembre | Mitjana anual |
| ---- | ----- | ------ | ---- | ----- | ---- | ---- | ------ | ----- | -------- | ------- | -------- | -------- | ------------- |
| 2008 | -     | 0,1%   | 0,2% | 0,2%  | 0,2% | 0,2% | 0,2%   | 0,2%  | 0,2%     | 0,2%    | 0,3%     | 0,3%     | 0,2%          |
| 2009 | 0,3%  | 0,3%   | 0,4% | 0,4%  | 0,4% | 0,5% | 0,6%   | 0,7%  | 0,6%     | 0,7%    | 0,8%     | 0,8%     | 0,5%          |
| 2010 | 0,8%  | 0,8%   | 1,0% | 1,2%  | 1,4% | 1,5% | 1,9%   | 2,1%  | 1,8%     | 1,9%    | 2,1%     | 2,1%     | 1,9%          |
| 2011 | 2,2%  | 2,3%   | 2,4% | 2,3%  | 2,5% | 2,6% | 2,8%   | 3,0%  | 2,7%     | 2,7%    | 2,7%     | 2,7%     | 2,6%          |
| 2012 | 2,6%  | 2,6%   | 2,6% | 2,6%  | 2,7% | 3,0% | 3,4%   | 3,2%  | 3,3%     | 3,0%    | 3,0%     | 3,2%     | 2,9%          |
| 2013 | 3,1%  | 2,9%   | 2,8% | 2,8%  | 2,8% | 2,9% | 3,0%   | 3,1%  | 3,0%     | 2,8%    | 2,9%     | 3,1%     | 2,9%          |
| 2014 | 3,0%  | 2,9%   | 3,1% | 3,0%  | 3,6% | 3,6% | 4,2%   | 4,5%  | 3,7%     | 3,4%    | 3,7%     | 3,9%     | 3,5%          |
| 2015 | 3,8%  | 3,6%   | 3,5% | 3,6%  | 3,6% | 3,5% | 3,8%   | 4,0%  | 3,6%     | 3,3%    | 3,1%     | 3,3%     | 3,6%          |
| 2016 | 3,1%  | 2,8%   | 3,0% | 3,0%  | 3,1% | 3,4% | 3,5%   | 3,6%  | 3,4%     | 3,3%    | 3,3%     | 3,4%     | 3,2%          |
| 2017 | 3,2%  | 3,0%   | 2,9% | 3,0%  | 3,1% | 3,1% | 3,4%   | 3,3%  | 3,0%     | 3,0%    | 3,3%     | 3,3%     | 3,1%          |
| 2018 | 3,2%  | 3,1%   | 2,9% | 2,9%  | 2,8% | 2,8% | 3,2%   | 3,1%  | 2,9%     | 2,6%    | 2,7%     | 2,8%     | 2,9%          |
| 2019 | 2,6%  | 2,8%   | 2,7% | 2,7%  | 2,9% | 3,0% | 3,1%   | 3,0%  | 2,8%     | 2,5%    | 2,5%     | 2,8%     | 2,8%          |
| 2020 | 2,7%  | 2,7%   | 2,4% | 2,5%  | 2,4% | 2,7% | 2,9%   |       |          |         |          |          |               |

Màxim històric. | Mínim històric.